# Штрігісталь
Штрігісталь (нім. Striegistal) — громада в Німеччині, розташована в землі Саксонія. Входить до складу району Середня Саксонія.
Площа — 77,04 км2. Населення становить 4623 ос. (станом на 31 грудня 2020).